# Casiano Delvalle
Casiano Delvalle (* 13. srpen 1970) je bývalý paraguayský fotbalista a reprezentant. Mimo Paraguay působil na klubové úrovni v Chile, Číně a Japonsku.

## Reprezentační kariéra
Casiano Delvalle odehrál za paraguayský národní tým v roce 1995 celkem 3 reprezentační utkání.

## Statistiky
| Paraguay | Paraguay | Paraguay |
| Roky     | Zápasy   | Góly     |
| -------- | -------- | -------- |
| 1995     | 3        | 0        |
| Celkem   | 3        | 0        |